# Lamiera ondulata

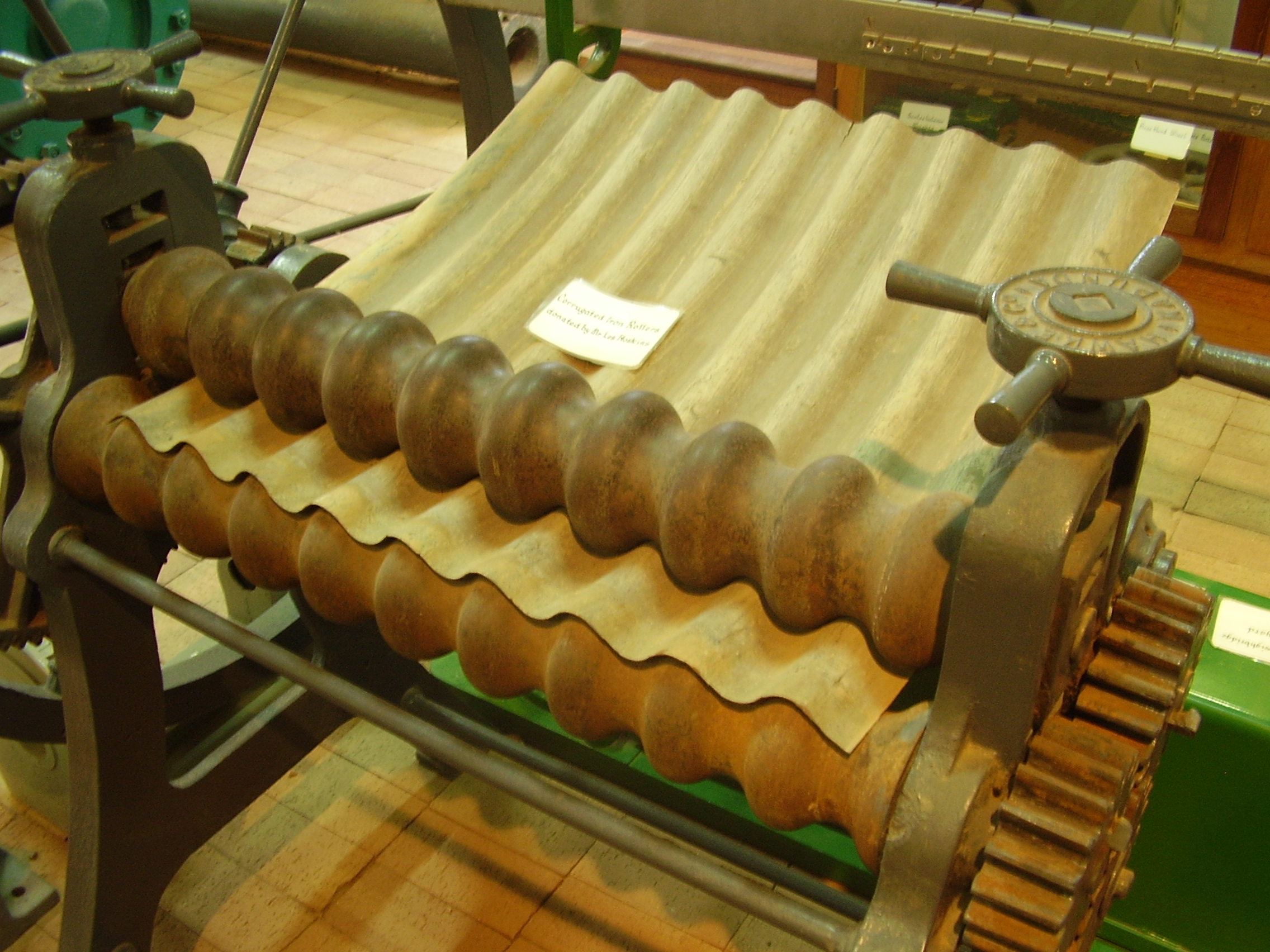
Produzione di lamiera ondulata in ferro

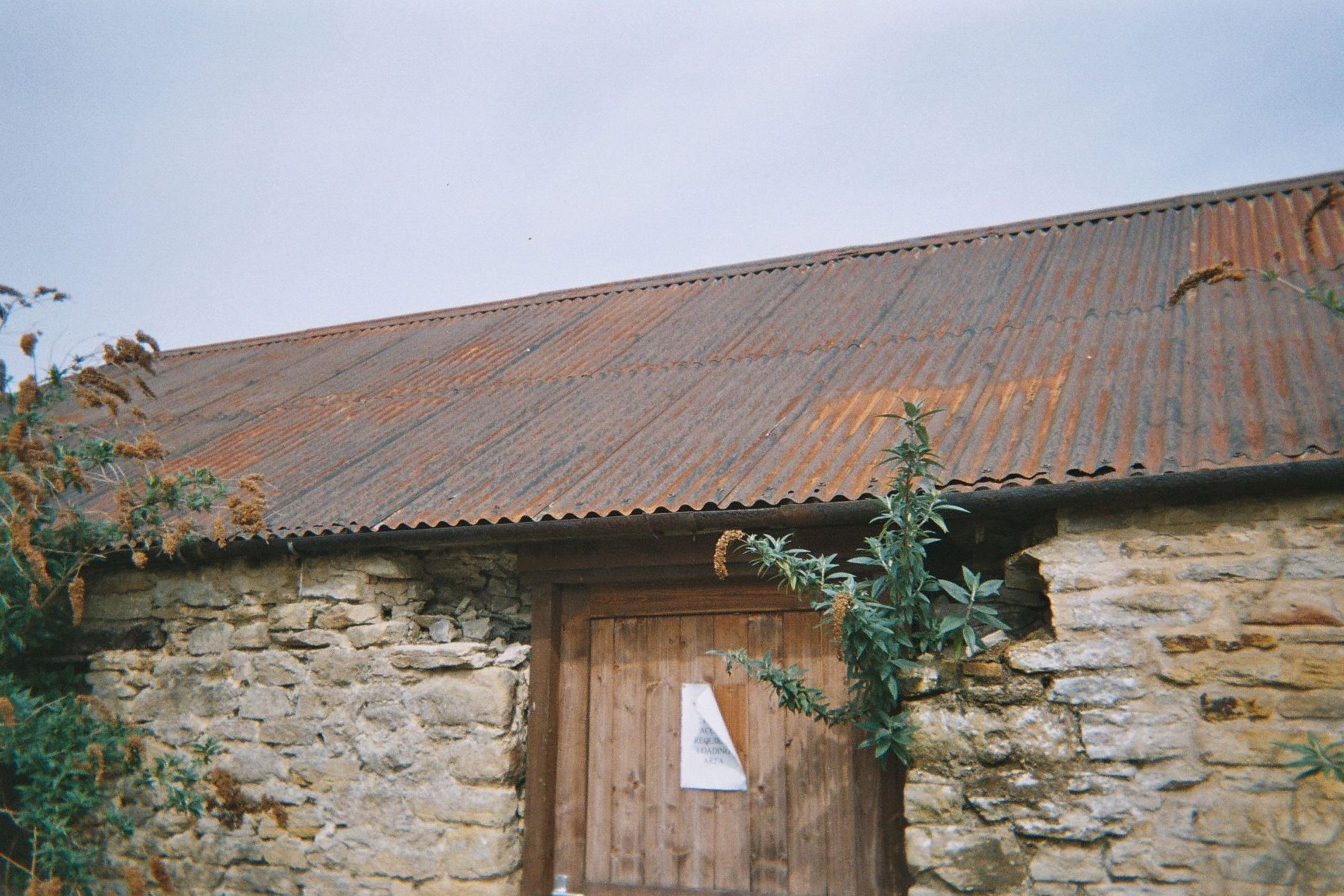
Esempio di copertura in lamiera ondulata con fenomeni di corrosione da ruggine

La lamiera ondulata è una lamiera metallica, solitamente in ferro zincato, modellata con un profilo "ad onda" per aumentarne la resistenza agli sforzi di flessione.
Anche con uno spessore limitato, la forma garantisce infatti una discreta rigidezza che dà alla lamiera ondulata gamma di applicazioni in edilizia per coperture provvisorie o semipermanenti; viene inoltre utilizzata per particolari casseforme.
In casi eccezionali trova anche impiego anche nell'architettura più prestigiosa.
Fu inventata nel 1840 dal funzionario prussiano Carl Ludwig Wesenfeld (1816 -1883).